# Барли (Па-де-Кале)
Барли (фр. Barly) — коммуна во Франции, входит в регион О-де-Франс, департамент Па-де-Кале, округ Аррас, кантон Авен-ле-Конт. 

## География
Расположена в 3,5 км по автодорогам к юго-востоку от города Авен-ле-Конт и в 18,5 км по автодорогам к западу-юго-западу от Арраса.
Граничит с коммунами Авен-ле-Конт, Фосё, Бавенкур, Сольти и Сомбрен.
Из общей площади коммуны в 2018 году пашня занимала примерно 71,3 %, пастбища — 13,8 %, лес — 8,8 %, застроенная территория — 6,1 %.

## История
Впервые упоминается в 1072 году в форме Barlis.
С 1793 по 1801 годы коммуна входила в состав кантона Авен-ле-Конт района Сен-Поль департамента Па-де-Кале.
Затем, с 1801 года коммуна входила в состав кантона Авен-ле-Конт округа Сен-Поль, а с 1926 года — округа Аррас.

## Достопримечательности
- Дворец Варлемон (Барли)[фр.] с часовней, построенный между 1782 и 1784 годами.
- Католическая церковь святого Леодегара, известная с XVI века.
- Католическая часовня.
- Памятник павшим.
- Сельское кладбище.
- Рядом — кладбище солдат Содружества.

## Экономика
Средний располагаемый доход на человека в 2020 году составлял 23300 евро. Уровень безработицы в 2020 году — 7,9 % (в 2014 году — 10,9 %, в 2009 году — 7,7 %). Из 132 жителей в возрасте от 15 до 64 лет — 70,5 % работающих, 6,1 % безработных, 6,8 % учащихся, 7,6 % пенсионеров и предпенсионеров и 9,1 % других неактивных. Из 95 работающих 22 работали в своей коммуне, 73 — в другой. 80 % работающих добирались на работу на автомобиле, а 9,5 %, наоборот, работали из дома.
Структура предприятий (всего 25) и рабочих мест (всего 57) в коммуне по состоянию на 31 декабря 2015 года:
- сельское хозяйство — 68,3 %
- промышленность — 1,2 %
- строительство — 2,4 %
- торговля, транспорт и сфера услуг — 22,0 %
  - в том числе торговля и ремонт автомобилей — 1,2 %
- государственные и муниципальные службы — 6,1 %

В этот период в сельском хозяйстве было одно предприятие с 39 наёмными работниками и два микропредприятия в сумме с 3 наёмными работниками, остальные 11 учреждений были без наёмных работников. В сфере услуг, торговли и транспорта имелось одно предприятие с 11 наёмными работниками, остальные 6 учреждений (из них одно — в сфере торговли и ремонта автомобилей) были без наёмных работников. В сфере государственных и муниципальных служб было одно предприятие с 3 наёмными работниками и одно учреждение без наёмных работников. Также имелось одно микропредприятие с одним наёмным работником в строительстве и одно учреждение без наёмных работников в промышленности.
В 2020 году в коммуне работали 68 человек. По состоянию на конец 2020 года, кроме индивидуальных предпринимателей, имелось одно предприятие с 38 наёмными работниками и четыре микропредприятия в сумме с 5 работниками в сельском хозяйстве, одно предприятие с 10 наёмными работниками в сфере услуг, торговли и транспорта, одно предприятие с 4 наёмными работниками в сфере государственных и муниципальных служб, а также одно микропредприятие с одним работником в строительстве.
Крупнейшим предприятием коммуны является SARL Bouttemy Endives, занимающееся выращиванием технических культур (21 сотрудник в 2015 году). Другим работодателем является SARL Bossu, занимающееся локальными грузоперевозками (9 сотрудников в 2015 году).

## Политика
Пост мэра с 2020 года занимает Мари-Анжел Лефетц (Marie-Angèle Lefetz), до этого с 1995 года его занимал Даниэль Буттеми (Daniel Bouttemy). В муниципальный совет входит 11 депутатов, включая мэра. В 2020 году они были выбраны в первом туре безальтернативно.

## Демография[4]
| Год  | Численность | Численность |
| ---- | ----------- | ----------- |
| 1793 | 452         | [ 10 ]      |
| 1800 | 294         | [ 10 ]      |
| 1806 | 501         | [ 10 ]      |
| 1821 | 545         | [ 10 ]      |
| 1831 | 511         | [ 10 ]      |
| 1836 | 464         | [ 10 ]      |
| 1841 | 494         | [ 10 ]      |
| 1846 | 490         | [ 10 ]      |
| 1851 | 465         | [ 10 ]      |
| 1856 | 448         | [ 10 ]      |
| 1861 | 468         | [ 10 ]      |
| 1866 | 471         | [ 10 ]      |
| 1872 | 428         | [ 10 ]      |
| 1876 | 453         | [ 10 ]      |
| 1881 | 429         | [ 10 ]      |
| 1886 | 430         | [ 10 ]      |
| 1891 | 435         | [ 10 ]      |
| 1896 | 418         | [ 10 ]      |
| 1901 | 403         | [ 10 ]      |
| 1906 | 402         | [ 10 ]      |
| 1911 | 383         | [ 10 ]      |
| 1921 | 352         | [ 10 ]      |
| 1926 | 324         | [ 10 ]      |
| 1931 | 310         | [ 10 ]      |
| 1936 | 292         | [ 10 ]      |
| 1946 | 274         | [ 10 ]      |
| 1954 | 296         | [ 10 ]      |
| 1962 | 277         | [ 10 ]      |
| 1968 | 265         | [ 10 ]      |
| 1975 | 245         | [ 10 ]      |
| 1982 | 275         | [ 10 ]      |
| 1990 | 282         | [ 10 ]      |
| 1999 | 268         | [ 10 ]      |
| 2006 | 251         | [ 11 ]      |
| 2007 | 245         | [ 12 ]      |
| 2008 | 239         | [ 13 ]      |
| 2009 | 233         | [ 14 ]      |
| 2010 | 227         | [ 15 ]      |
| 2011 | 225         | [ 16 ]      |
| 2012 | 221         | [ 17 ]      |
| 2013 | 220         |             |
| 2014 | 220         | [ 18 ]      |
| 2015 | 220         | [ 19 ]      |
| 2016 | 228         | [ 20 ]      |
| 2017 | 221         | [ 21 ]      |
| 2018 | 216         | [ 22 ]      |
| 2019 | 212         | [ 23 ]      |
| 2020 | 207         | [ 24 ]      |
| 2021 | 203         | [ 25 ]      |
| 2022 | 203         | [ 26 ]      |

В 2020 году в коммуне проживало 207 человек (104 мужчины и 103 женщины), 54,7 % из 179 человек в возрасте от 15 лет состояли в браке, 20,7 % — никогда не состояли в браке или сожительстве.
| Мужчин | Возраст | Женщин |
| ------ | ------- | ------ |
| 3      | 90+     | 3      |
| 4      | 75—89   | 9      |
| 22     | 60—74   | 21     |
| 30     | 45—59   | 30     |
| 17     | 30—44   | 15     |
| 15     | 15—29   | 10     |
| 13     | 0—14    | 15     |

С 2014 по 2020 год средняя ежегодная убыль населения составляла 1,0 % (из которой 0,4 % приходилось на естественную убыль, а 0,6 % — на миграционную убыль). Средний уровень рождаемости составлял 7 ‰, а уровень смертности — 10,9 ‰.
В коммуне 107 частных домов, из них 93 основных (первых) дома, 1 является вторым (запасным) домом и 13 пустуют. На каждый первый дом приходилось в среднем 2,23 человека. Из 93 первых домов 80 находились в собственности, 10 арендовались, а ещё в 3 домах жители проживали бесплатно.
Из первых домов почти половина (43) была построена до 1919 года, 16 — между 1971 и 1990 годами, по 9 — между 1919 и 1945 годами, между 1946 и 1970 годами и между 1991 и 2005 годами, также 7 домов были построены после 2005 года. Среднее количество комнат в первых домах — 5,0.
59 первых домов имели отопление, в том числе 11 — электрическое.
Из 93 домохозяйств 84 имели автомобили, в том числе 48 — один автомобиль, 36 — два или более автомобиля.
Количество учащихся составляло 36 человек. Ближайшие детский сад и школа располагались в соседних коммунах Авен-ле-Конт и Бавенкур.
Из 170 закончивших обучение 27,1 % не имели образования или окончили начальную школу, 4,7 % окончили коллеж, 30,6 % имели среднее или среднее профессиональное образование, 17,1 % окончили лицей, 16,5 % имели неоконченное высшее образование и 4,1 % были бакалаврами.